# Spear of Longinus
Spear of Longinus (engl. ‚Speer des Longinus‘) ist eine australische Band, die zu den führenden Vertretern des National Socialist Black Metal in Australien gehört. Der Musikstil wandelte sich im Laufe der Zeit von reinem Black Metal hin zu Black Metal mit Einflüssen aus dem Punk und Hardcore, Speed Metal und Grunge. Die Bandmitglieder treten unter Pseudonymen auf und benutzen Postfachadressen, um eine Strafverfolgung zu erschweren.

## Geschichte
Spear of Longinus wurde im Februar 1993 von Griffiths (auch „Baal Mjollnir“) und Camazotz (bürgerlicher Name Glenn Miller) gegründet, beide hatten zuvor in einer Band namens Equimanthorn gespielt. Neben dem gnostischen Haupteinfluss waren Camazotz und Griffiths von Bands wie Possessed, Celtic Frost, Bathory, Sodom, Led Zeppelin, Kiss, AC/DC und Black Sabbath inspiriert. 1995 erschien ihr erstes Demo mit dem Titel Nazi Occult Metal. Durch einen Artikel 1997 in der in Brisbane erscheinenden The Sunday Mail erregte die Band erstmals öffentliches Aufsehen. Unter der Überschrift Pro-Nazi Band Hit Sour Key berichtete die Zeitung über eine erstarkende nationalistische Musikszene in Australien, zu der Spear of Longinus gehöre. Einen Nachdruck des Artikels verwendete die Band für den Einleger ihres 1997er Debütalbums Domni Satnasi. Eingespielt wurde das Album von den zwei Bandgründern sowie SS Death Dealer von Gospel of the Horns (Bass) und Tumulto (Gitarre). Tumulto verließ die Band kurz darauf aus persönlichen Gründen und SS Death Dealer gründete 1999 zusammen mit dem Ex-Spear-of-Longinus-Mitglied Griffiths die Band Vomitor, „mehr oder weniger eine Death-Thrash-Metal-Band mit deutlich militaristischem Einschlag“, die auf Promotionsfotos oder bei ihren Konzerten, auf denen es oftmals zu Schlägereien im Publikum kommt, Stahlhelme mit Siegrunen an der Seite trägt. Neuer Bassist wurde Hugh. 1999 folgte die EP Nada Brahma beim deutschen Label Burznazg Productions aus dem Umfeld des deutschen Neonazis Hendrik Möbus, das nichts mit dem später in Cymophane Productions umbenannten Label von Varg Vikernes zu tun hatte. Das Büro von Burznazg Productions wurde von den deutschen Behörden im Zusammenhang mit den neuen Strafverfahren gegen Möbus Ende 1999 geschlossen und die verbliebenen ca. 500 Exemplare des Albums beschlagnahmt. In Australien und in Europa erhielt die Band Auftrittsverbot.
2001 erschien auf Death to Mankind Records (inzwischen Die Todesrune Records) eine Schallplattenversion der EP Nada Brahma, die zusätzlich das Demo enthielt. 2002 folgte das Studioalbum The Yoga of National Socialism bei Vinland Winds, dem Label des Grand-Belial’s-Key-Sängers Grimnir Wotansvolk (Richard Mills). Nach der Veröffentlichung stieß Sänger BJ zur Band. 2004 erschien eine Compilation mit unveröffentlichten Stücken. Das 2007er Album .......and the Swastikalotus enthielt unveröffentlichtes Material aus den Aufnahmen zum 2002er Album. Die bislang letzte Veröffentlichung war die 2008er EP Rune/Goetia. Für die Titel der EP wurden Runen aus dem „Armanenfuthark“ von Guido von List verwendet.

## Bandname
Der Bandname ist dem apokryphen Nikodemusevangelium entlehnt. Danach soll der Heilige Longinus Jesus nach dessen Tod einen Speer in die Seite gestoßen haben. Dieser Speer ist Bestandteil zahlreicher Verschwörungstheorien und auch Teil der rechtsextremen Esoterik, da sich der Speer, versehen mit den Insignien des Dritten Reiches in der Wiener Schatzkammer befunden haben soll. Die Gruppe selbst bezieht sich auf die Bücher des Schriftstellers Trevor Ravenscroft, der Adolf Hitler in seinem Buch Der Speer des Schicksals als letzten Besitzer der Lanze darstellte. Die Lanze habe ihn mit ihrer Macht befähigt, „halb Europa zu unterwerfen“, und wird von der Band mit Odins Speer Gungnir und dem Heiligen Gral gleichgesetzt. Er symbolisiert für die Band gleichermaßen Gut und Böse.

## Ideologie
Die Bandgründung erfolgte unter dem Eindruck der zweiten Welle des Black Metal in Norwegen, wenngleich Camazotz sich nicht mit den Kirchenbrandstiftungen und Gewaltverbrechen identifiziert. Er bezeichnete die Band gegenüber dem In Your Face Magazine als traditionelle Satanisten, deren Anliegen Rebellion und Überwindung des Christentums sei. Griffiths nennt Adolf Hitler und Dschingis Khan als Inspirationsquellen, äußerte seine Bewunderung für den US-amerikanischen Rechtsextremisten David Eden Lane; Camazotz bezeichnet Hitler als missverstandenen Avatar und bezeichnet sich als „antichristlichen Nationalisten“:

“I myself am totally anti-Christian, I hate everything about them and their blind faith, but people still follow with a passion. I wish that some of the people on our side has so much passion for what they believe in. My personal beliefs range from Satanik thought to N.S. Aryan spirituality.”

„Ich für meinen Teil bin absolut antichristlich, ich hasse das Drumherum und ihren blinden Glauben, dem die Leute immer noch mit Begeisterung folgen. Ich wünschte, dass manche Leute auf unserer Seite so viel Leidenschaft für das hätten, an das sie glauben. Mein persönlicher Glaube reicht von satanistischem Gedankengut bis zur nationalsozialistisch-arischen Spiritualität.“

Die Band adaptiert offen die Symbolik und Ideologie der Nationalsozialisten. Für Flyer verwendete sie Bilder der Wewelsburg aus der Zeit des Dritten Reichs. Sie zählt zur esoterischen Rechten und sieht den „Juden“ als traditionellen Feind des „Ariers“. Sie sieht ihn nicht nur unter rasseideologischen Gesichtspunkten, sondern ordnet den „Juden“ alle zu, die ihrer Meinung nach „den jüdischen Geist in sich tragen. Seien es Arier, die einer Gehirnwäsche unterzogen wurden, Negroide oder Kazhar“, die allesamt „wissentlich oder unwissentlich“ die „arische Rasse“ behindern würden. Das Ziel des esoterischen Kriegers sei, über das Menschsein hinauszuwachsen und sich von dem zu befreien, was ihn daran hindere, die materielle Welt zu überschreiten, und von dem, was in dieser Welt Schmerz und Leiden bereite, dem Status des Untermenschen, aus Samsara, dem Zyklus des Seins, auszubrechen. Resultat der Befreiung sei die Entstehung eines „Sonnenmannes“, welcher den Übermenschen darstellen soll. Man leide wegen des Egos, das das wahre Sein verwirre und somit kontrolliere; im esoterischen Nationalsozialismus werden diese Kräfte als jüdisch charakterisiert. Nach Ansicht der Band sei dies somit kritischer als ignorante Xenophobie, sie selbst träume nicht davon, den Staat Israel oder Menschen jüdischen Glaubens zu attackieren, die, wie alle anderen auch, das Drama ihrer eigenen Aktionen auslebten; allerdings beeinträchtigten die Aktionen der Juden alle anderen Kreaturen, da diese Egos über zahllose Inkarnationen enorme Kräfte angesammelt hätten. Als Lösung wird die Vernichtung des Egos propagiert, die man nur bei sich selbst erwirken könne und somit eine interne Transformation sei; diese wird als „final solution“ („Endlösung“, siehe auch Endlösung der Judenfrage) bezeichnet. Zu diesem Prozess gehören unter anderem Reflexion/Selbstbeobachtung, Meditation, Astralreisen, Transformation von Impressionen und Generation von Energie. Um in diesem Bereich arbeiten zu können, müsse man jedoch ein Minimum an Reinheit von Blut und „jüdischem Geist“ mitbringen.
Darüber hinaus beschäftigen sich die Bandmitglieder mit Elementen indischer religiöser Lehren wie Kali-Yuga und Yoga. Diese Religionen beziehungsweise Heilslehren verbindet die Gruppe textlich mit nationalsozialistischen Motiven.
In einem Bericht des Australia-Israel & Jewish Affairs Council über rechtsextreme Musik ist die Band als wichtige Neonazi-Band aus dem Kreis der Southern Cross Hammer Skins genannt.

## Rezeption
Die Band ist im internationalen Mainstream relativ unbekannt, genießt aber vor allem in der australischen Metal-Szene einige Beliebtheit. So bezeichneten sich unter anderem die Musiker von Deströyer 666 als Fans der Band. Ein Interview des britischen Magazins Terrorizer mit der Gruppe sorgte für zahlreiche Kritik von Seiten der Leserschaft. Das Magazin reagierte mit Unverständnis und verwies darauf, dass sie Bands nach ihrem musikalischen, nicht aber ihrem „politischen Wert“ beurteilen würde und sie die Band interviewt hätte, weil sie „einen lohnenden Beitrag auf dem Gebiet der extremen Musik geleistet“ hätten; die Entscheidung, eine Band wegen ihrer Ansichten zu ignorieren, sei die Sache der Leser.
1997 verweigerte Rough Trade Distribution den Vertrieb des Grand-Belial’s-Key-Debüts Mocking the Philanthropist, da eines der Bandmitglieder im Inlay der CD ein Spear-of-Longinus-T-Shirt trug. Ein weiteres Mitglied trug ein T-Shirt der Rechtsrock-/Metal-Band Bound for Glory.

## Diskografie

### Demos
- 1995: Nazi Occult Metal (indiziert am 22. Januar 2014[18])

### Alben
- 1997: Domni Satnasi (Burznazg Productions)
- 2002: The Yoga of National Socialism (Vinland Winds Records)
- 2004: Black Sun Society (Vinland Winds Records)
- 2006: Nothing Is Forever, and Forever Is Nothing (Blazing Productions)
- 2007: …….and the Swastikalotus (Forgotten Wisdom Productions)
- 2020: Golden Palace 88 Fortune (Totenkopf Propaganda)

### EPs
- 1999: Nada Brahma (Burznazg Productions)
- 2008: Rune/Goetia (Forgotten Wisdom Productions)